# Прончищево
Прончищево — деревня в Серпуховском районе Московской области. Входит в состав Липицкого сельского поселения (до 29 ноября 2006 года входила в состав Балковского сельского округа).

## Население
| 2002 | 2006 | 2010 |
| ---- | ---- | ---- |
| 71   | ↗95  | ↘86  |

## География
Прончищево расположены примерно в 35 км (по шоссе) на юго-восток от Серпухова, на запруженном истоке реки Кеденка правый приток Оки), высота центра деревни над уровнем моря — 213 м.

## Современное состояние
На 2016 год в деревне зарегистрировано 3 улицы и 1 садовое товарищество. Прончищево связано автобусным сообщением с райцентром и соседними населёнными пунктами (маршрут № 36).